# Dullas Alahapperuma
Dullas Daham Kumara Alahapperuma (né le 14 mai 1959 à Dikwella) est un homme politique sri-lankais, ancien ministre des Transports, de la Jeunesse, de l'énergie et de l'information. Il est très régulièrement député depuis 1994, soit dans la circonscription du district de Matara, soit sur liste nationale.

## Biographie

### Enfance et études
Alahapperuma est né le 14 mai 1959, de Carolis Alahapperuma et Aslin Alahapperuma, qui étaient directeurs d'écoles locales. Alahapperuma a fait ses études primaires et secondaires au Collège Saint-Servais de Matara et au Ananda College (en). 
Il a étudié les sciences politiques à l'Université de l'Iowa pendant un an et demi, mais n'a pas terminé le diplôme .

### Carrière politique
Il est entré au Parlement pour la première fois lors des élections législatives de 1994 en tant que candidat de la People's Alliance.
Il a été réélu aux élections législatives de 2000 et a servi pendant le court mandat de la 11e législature. Il a également été nommé sous-ministre de Samurdhi, du développement rural, des affaires parlementaires et du développement de l'arrière-pays. Il a étonnamment décidé de ne pas se présenter aux élections générales de 2001. Il a dit qu'il était « trop blanc » pour être au parlement faisant référence à la corruption.
Il a réintégré la 13e Législature le 19 décembre 2005 au siège vacant à la suite de l'assassinat du ministre des Affaires étrangères, Lakshman Kadirgamar, par les Tigres Tamouls. 
En 2007, il a été nommé ministre des Transports en 2007, dans le gouvernement du président Mahinda Rajapaksa.
En 2010, il est réintégré au Parlement en tant que député sur liste nationale aux élections législatives de 2010 et a ensuite été nommé ministre de la Jeunesse. Il a voté en faveur du dix-huitième amendement controversé, qui a donné au président exécutif un large éventail de pouvoirs, y compris la suppression de la limite de mandat pour la réélection. 
En 2015, il a voté en faveur du dix-neuvième amendement sous le président Maithripala Sirisena qui a réduit les pouvoirs présidentiels.
Il a participé aux élections générales de 2015 en tant que candidat de l'UPFA, dans la circonscription du district de Matara. En 2016, il démissionne du poste de directeur du parti politique du Sri Lanka Freedom Party.
En 2019, il a été nommé ministre des Sports avec deux autres portefeuilles des ministères de l'éducation et de la jeunesse.
Il a participé aux élections législatives de 2020 en tant que candidat Sri Lanka Freedom Party. Il a voté en faveur du vingtième amendement qui a abrogé le 19e amendement pour redonner plus de pouvoirs au président exécutif. 
En août 2020, il a été nommé ministre de l'Énergie. Lors du remaniement ministériel d'août 2021, il a été nommé ministre de l'Information et des Médias.
Il a démissionné de son portefeuille ministériel en avril 2022 alors que la crise politique sri-lankaise de 2022 s'aggravait au milieu des manifestations civiles. 
En juillet 2022, il s'est déclaré candidat à l'élection du président suivant à la suite de la démission du président Gotabaya Rajapaksa.